# Paracrocidura maxima
Paracrocidura maxima es una especie de musaraña de la familia Soricidae.

## Distribución geográfica
Se encuentra en Burundi, República Democrática del Congo, Ruanda y Uganda. 

## Estado de conservación
Se encuentra amenazada por la pérdida de su hábitat natural.